# Equipaggi dello Space Shuttle
Questa è una lista delle persone che hanno partecipato come equipaggi dello Space Shuttle, divisi in ordine cronologico rispetto alla missione.
Abbreviazioni usate:
- PC = Comandante del carico utile
- MSE = Ingegnere di volo dell'USAF
- Mir = Lanciato come equipaggio della stazione spaziale Mir
- ISS = Lanciato come equipaggio della Stazione spaziale internazionale (ISS).

I nomi degli astronauti di ritorno dalla Mir o dall'ISS sullo Space Shuttle sono scritti in corsivo. Essi non hanno uno specifico ruolo ma sono inseriti come "specialisti di carico" per ragioni di spazio.
STS-61-A è l'unico volo, lanciato nel 1985, che ha portato a bordo un equipaggio maggiore di sette astronauti.

## 1977
| (1) | 12 agosto    | 1977 | ALT-12 | Enterprise | 5m 21s | Haise | Fullerton |
| (2) | 13 settembre | 1977 | ALT-13 | Enterprise | 5m 28s | Engle | Truly     |
| (3) | 23 settembre | 1977 | ALT-14 | Enterprise | 5m 34s | Haise | Fullerton |
| (4) | 12 ottobre   | 1977 | ALT-15 | Enterprise | 2m 34s | Engle | Truly     |
| (5) | 26 ottobre   | 1977 | ALT-16 | Enterprise | 2m 1s  | Haise | Fullerton |

## 1981-1985
| 1981-1985 | 1981-1985   | 1981-1985 | 1981-1985 | 1981-1985  | 1981-1985 | 1981-1985    | 1981-1985    | 1981-1985               | 1981-1985               | 1981-1985               | 1981-1985             | 1981-1985             | 1981-1985             |
| n°        | Giorno      | Anno      | Missione  | Shuttle    | Durata    | Comandante   | Pilota       | Specialista di missione | Specialista di missione | Specialista di missione | Specialista di carico | Specialista di carico | Specialista di carico |
| --------- | ----------- | --------- | --------- | ---------- | --------- | ------------ | ------------ | ----------------------- | ----------------------- | ----------------------- | --------------------- | --------------------- | --------------------- |
| 1         | 12 aprile   | 1981      | STS-1     | Columbia   | 2g 6h     | Young        | Crippen      |                         |                         |                         |                       |                       |                       |
| 2         | 12 novembre | 1981      | STS-2     | Columbia   | 2g 6h     | Engle        | Truly        |                         |                         |                         |                       |                       |                       |
| 3         | 22 marzo    | 1982      | STS-3     | Columbia   | 8g 0h     | Lousma       | Fullerton    |                         |                         |                         |                       |                       |                       |
| 4         | 27 giugno   | 1982      | STS-4     | Columbia   | 7g 1h     | Mattingly    | Hartsfield   |                         |                         |                         |                       |                       |                       |
| 5         | 11 novembre | 1982      | STS-5     | Columbia   | 5g 2h     | Brand        | Overmyer     | J. Allen                | Lenoir                  |                         |                       |                       |                       |
| 6         | 4 aprile    | 1983      | STS-6     | Challenger | 5g 0h     | Weitz        | Bobko        | Peterson                | Musgrave                |                         |                       |                       |                       |
| 7         | 18 giugno   | 1983      | STS-7     | Challenger | 6g 2h     | Crippen      | Hauck        | Fabian                  | Ride                    | Thagard                 |                       |                       |                       |
| 8         | 30 agosto   | 1983      | STS-8     | Challenger | 6g 1h     | Truly        | Brandenstein | D. Gardner              | Bluford                 | W. Thornton             |                       |                       |                       |
| 9         | 28 novembre | 1983      | STS-9     | Columbia   | 10g 7h    | Young        | Shaw         | Garriott                | Parker                  |                         | Merbold               | Lichtenberg           |                       |
| 10        | 3 febbraio  | 1984      | STS-41-B  | Challenger | 7g 23h    | Brand        | Gibson       | McCandless              | McNair                  | Stewart                 |                       |                       |                       |
| 11        | 6 aprile    | 1984      | STS-41-C  | Challenger | 6g 23h    | Crippen      | Scobee       | Nelson                  | van Hoften              | Hart                    |                       |                       |                       |
| 12        | 30 agosto   | 1984      | STS-41-D  | Discovery  | 6g 0h     | Hartsfield   | Coats        | Resnik                  | Hawley                  | Mullane                 | C. Walker             |                       |                       |
| 13        | 5 ottobre   | 1984      | STS-41-G  | Challenger | 8g 5h     | Crippen      | McBride      | Sullivan                | Ride                    | Leestma                 | Garneau               | Scully-Power          |                       |
| 14        | 8 novembre  | 1984      | STS-51-A  | Discovery  | 7g 23h    | Hauck        | D. Walker    | A. Fisher               | D. Gardner              | J. Allen                |                       |                       |                       |
| 15        | 24 gennaio  | 1985      | STS-51-C  | Discovery  | 3g 1h     | Mattingly    | Shriver      | Onizuka                 | Buchli                  |                         | Payton MSE            |                       |                       |
| 16        | 12 aprile   | 1985      | STS-51-D  | Discovery  | 6g 23h    | Bobko        | DE Williams  | Seddon                  | Hoffman                 | Griggs                  | C. Walker             | Garn                  |                       |
| 17        | 29 aprile   | 1985      | STS-51-B  | Challenger | 7g 0h     | Overmyer     | Gregory      | Lind                    | Thagard                 | W. Thornton             | van den Berg          | Wang                  |                       |
| 18        | 17 giugno   | 1985      | STS-51-G  | Discovery  | 7g 1h     | Brandenstein | Creighton    | Lucid                   | Fabian                  | Nagel                   | Baudry                | Al Saud               |                       |
| 19        | 29 luglio   | 1985      | STS-51-F  | Challenger | 7g 22h    | Fullerton    | Bridges      | Musgrave                | England                 | Henize                  | Acton                 | Bartoe                |                       |
| 20        | 27 agosto   | 1985      | STS-51-I  | Discovery  | 7g 2h     | Engle        | Covey        | van Hoften              | Lounge                  | W. Fisher               |                       |                       |                       |
| 21        | 3 ottobre   | 1985      | STS-51-J  | Atlantis   | 4g 1h     | Bobko        | Grabe        | Hilmers                 | Stewart                 |                         | Pailes MSE            |                       |                       |
| 22        | 30 ottobre  | 1985      | STS-61-A  | Challenger | 7g 0h     | Hartsfield   | Nagel        | Dunbar                  | Buchli                  | Bluford                 | Furrer                | Messerschmid          | Ockels                |
| 23        | 26 novembre | 1985      | STS-61-B  | Atlantis   | 6g 21h    | Shaw         | O'Connor     | Cleave                  | Spring                  | Ross                    | Neri                  | C. Walker             |                       |

## 1986-1990
| 1986-1990 | 1986-1990    | 1986-1990 | 1986-1990 | 1986-1990  | 1986-1990 | 1986-1990    | 1986-1990   | 1986-1990               | 1986-1990               | 1986-1990               | 1986-1990             | 1986-1990             |
| n°        | Giorno       | Anno      | Missione  | Shuttle    | Durata    | Comandante   | Pilota      | Specialista di missione | Specialista di missione | Specialista di missione | Specialista di carico | Specialista di carico |
| --------- | ------------ | --------- | --------- | ---------- | --------- | ------------ | ----------- | ----------------------- | ----------------------- | ----------------------- | --------------------- | --------------------- |
| 24        | 12 gennaio   | 1986      | STS-61-C  | Columbia   | 6g 2h     | Gibson       | Bolden      | Chang-Diaz              | Hawley                  | Nelson                  | Cenker                | B. Nelson             |
| 25        | 28 gennaio   | 1986      | STS-51-L  | Challenger | 73 s      | Scobee       | Smith       | Resnik                  | Onizuka                 | McNair                  | Jarvis                | McAuliffe             |
| 26        | 29 settembre | 1988      | STS-26    | Discovery  | 4g 1h     | Hauck        | Covey       | Lounge                  | Nelson                  | Hilmers                 |                       |                       |
| 27        | 2 dicembre   | 1988      | STS-27    | Atlantis   | 4g 9h     | Gibson       | G. Gardner  | Mullane                 | Ross                    | Shepherd                |                       |                       |
| 28        | 13 marzo     | 1989      | STS-29    | Discovery  | 4g 23h    | Coats        | Blaha       | Bagian                  | Buchli                  | Springer                |                       |                       |
| 29        | 4 maggio     | 1989      | STS-30    | Atlantis   | 4g 0h     | D. Walker    | Grabe       | Thagard                 | Cleave                  | Lee                     |                       |                       |
| 30        | 8 agosto     | 1989      | STS-28    | Columbia   | 5g 1h     | Shaw         | R. Richards | Adamson                 | Leestma                 | Brown                   |                       |                       |
| 31        | 18 ottobre   | 1989      | STS-34    | Atlantis   | 4g 23h    | DE Williams  | McCulley    | Chang-Diaz              | Lucid                   | E. Baker                |                       |                       |
| 32        | 22 novembre  | 1989      | STS-33    | Discovery  | 5g 0h     | Gregory      | Blaha       | Musgrave                | Carter                  | Thornton                |                       |                       |
| 33        | 9 gennaio    | 1990      | STS-32    | Columbia   | 10g 21h   | Brandenstein | Wetherbee   | Dunbar                  | Low                     | Ivins                   |                       |                       |
| 34        | 28 febbraio  | 1990      | STS-36    | Atlantis   | 4g 10h    | Creighton    | Casper      | Mullane                 | Hilmers                 | Thuot                   |                       |                       |
| 35        | 24 aprile    | 1990      | STS-31    | Discovery  | 5g 1h     | Shriver      | Bolden      | Hawley                  | McCandless              | Sullivan                |                       |                       |
| 36        | 6 ottobre    | 1990      | STS-41    | Discovery  | 4g 2h     | R. Richards  | Cabana      | Shepherd                | Melnick                 | Akers                   |                       |                       |
| 37        | 15 novembre  | 1990      | STS-38    | Atlantis   | 4g 21h    | Covey        | Culbertson  | Springer                | Meade                   | Gemar                   |                       |                       |
| 38        | 2 dicembre   | 1990      | STS-35    | Columbia   | 8g 23h    | Brand        | G. Gardner  | Hoffman                 | Lounge                  | Parker                  | Durrance              | Parise                |

## 1991-1995
| 1991-1995 | 1991-1995    | 1991-1995 | 1991-1995 | 1991-1995 | 1991-1995 | 1991-1995    | 1991-1995  | 1991-1995               | 1991-1995               | 1991-1995               | 1991-1995               | 1991-1995               | 1991-1995             | 1991-1995             | 1991-1995             |
| n°        | Giorno       | Anno      | Missione  | Shuttle   | Durata    | Comandante   | Pilota     | Specialista di missione | Specialista di missione | Specialista di missione | Specialista di missione | Specialista di missione | Specialista di carico | Specialista di carico | Specialista di carico |
| --------- | ------------ | --------- | --------- | --------- | --------- | ------------ | ---------- | ----------------------- | ----------------------- | ----------------------- | ----------------------- | ----------------------- | --------------------- | --------------------- | --------------------- |
| 39        | 5 aprile     | 1991      | STS-37    | Atlantis  | 5g 23h    | Nagel        | Cameron    | Ross                    | Apt                     | Godwin                  |                         |                         |                       |                       |                       |
| 40        | 28 aprile    | 1991      | STS-39    | Discovery | 8g 7h     | Coats        | Hammond    | Bluford                 | Harbaugh                | Hieb                    | McMonagle               | Veach                   |                       |                       |                       |
| 41        | 5 giugno     | 1991      | STS-40    | Columbia  | 9g 2h     | O'Connor     | Gutierrez  | Bagian                  | Jernigan                | Seddon                  |                         |                         | Gaffney               | Hughes-Fulford        |                       |
| 42        | 2 agosto     | 1991      | STS-43    | Atlantis  | 8g 21h    | Blaha        | M. Baker   | Lucid                   | Adamson                 | Low                     |                         |                         |                       |                       |                       |
| 43        | 12 settembre | 1991      | STS-48    | Discovery | 5g 8h     | Creighton    | Reightler  | Buchli                  | Gemar                   | Brown                   |                         |                         |                       |                       |                       |
| 44        | 24 novembre  | 1991      | STS-44    | Atlantis  | 6g 22h    | Gregory      | Henricks   | Musgrave                | Runco                   | JS Voss                 |                         |                         | Hennen                |                       |                       |
| 45        | 22 gennaio   | 1992      | STS-42    | Discovery | 8g 1h     | Grabe        | Oswald     | Thagard                 | Hilmers                 | Readdy                  |                         |                         | Bondar                | Merbold               |                       |
| 46        | 24 marzo     | 1992      | STS-45    | Atlantis  | 8g 22h    | Bolden       | Duffy      | Sullivan PC             | Leestma                 | Foale                   |                         |                         | Lichtenberg           | Frimout               |                       |
| 47        | 7 maggio     | 1992      | STS-49    | Endeavour | 8g 21h    | Brandenstein | Chilton    | Thuot                   | Thornton                | Hieb                    | Akers                   | Melnick                 |                       |                       |                       |
| 48        | 25 giugno    | 1992      | STS-50    | Columbia  | 13g 19h   | R. Richards  | Bowersox   | Dunbar PC               | E. Baker                | Meade                   |                         |                         | DeLucas               | Trinh                 |                       |
| 49        | 31 luglio    | 1992      | STS-46    | Atlantis  | 7g 23h    | Shriver      | A. Allen   | Hoffman                 | Chang-Diaz              | Nicollier               | Ivins                   |                         |                       | Malerba               |                       |
| 50        | 12 settembre | 1992      | STS-47    | Endeavour | 7g 22h    | Gibson       | Brown      | Lee PC                  | Davis                   | Apt                     | Jemison                 |                         |                       | Mohri                 |                       |
| 51        | 22 ottobre   | 1992      | STS-52    | Columbia  | 9g 20h    | Wetherbee    | M. Baker   | Veach                   | Shepherd                | Jernigan                |                         |                         | MacLean               |                       |                       |
| 52        | 2 dicembre   | 1992      | STS-53    | Discovery | 7g 7h     | D. Walker    | Cabana     | Bluford                 | JS Voss                 | Clifford                |                         |                         |                       |                       |                       |
| 53        | 13 gennaio   | 1993      | STS-54    | Endeavour | 5g 23h    | Casper       | McMonagle  | Runco                   | Harbaugh                | Helms                   |                         |                         |                       |                       |                       |
| 54        | 8 aprile     | 1993      | STS-56    | Discovery | 9g 6h     | Cameron      | Oswald     | Foale                   | Cockrell                | Ochoa                   |                         |                         |                       |                       |                       |
| 55        | 26 aprile    | 1993      | STS-55    | Columbia  | 9g 23h    | Nagel        | Henricks   | Ross                    | Precourt                | Harris                  |                         |                         | Walter                | Schlegel              |                       |
| 56        | 21 giugno    | 1993      | STS-57    | Endeavour | 9g 23h    | Grabe        | Duffy      | Low PC                  | Sherlock                | Wisoff                  | JE Voss                 |                         |                       |                       |                       |
| 57        | 12 settembre | 1993      | STS-51    | Discovery | 9g 20h    | Culbertson   | Readdy     | Newman                  | Bursch                  | Walz                    |                         |                         |                       |                       |                       |
| 58        | 18 ottobre   | 1993      | STS-58    | Columbia  | 14g 0h    | Blaha        | Searfoss   | Seddon                  | McArthur                | Wolf                    | Lucid                   |                         | Fettman               |                       |                       |
| 59        | 2 dicembre   | 1993      | STS-61    | Endeavour | 10g 19h   | Covey        | Bowersox   | Musgrave PC             | Thornton                | Nicollier               | Hoffman                 | Akers                   |                       |                       |                       |
| 60        | 3 febbraio   | 1994      | STS-60    | Discovery | 7g 6h     | Bolden       | Reightler  | Davis                   | Sega                    | Chang-Diaz              | Krikalev                |                         |                       |                       |                       |
| 61        | 4 marzo      | 1994      | STS-62    | Columbia  | 13g 23h   | Casper       | A. Allen   | Thuot                   | Gemar                   | Ivins                   |                         |                         |                       |                       |                       |
| 62        | 9 aprile     | 1994      | STS-59    | Endeavour | 11g 5h    | Gutierrez    | Chilton    | Godwin PC               | Apt                     | Clifford                | Jones                   |                         |                       |                       |                       |
| 63        | 8 luglio     | 1994      | STS-65    | Columbia  | 14g 17h   | Cabana       | Halsell    | Hieb PC                 | Walz                    | Chiao                   | D. Thomas               |                         | Mukai                 |                       |                       |
| 64        | 9 settembre  | 1994      | STS-64    | Discovery | 10g 22h   | R. Richards  | Hammond    | Linenger                | Helms                   | Meade                   | Lee                     |                         |                       |                       |                       |
| 65        | 30 settembre | 1994      | STS-68    | Endeavour | 11g 5h    | M. Baker     | Wilcutt    | Jones PC                | Smith                   | Bursch                  | Wisoff                  |                         |                       |                       |                       |
| 66        | 3 novembre   | 1994      | STS-66    | Atlantis  | 10g 22h   | McMonagle    | Brown      | Ochoa PC                | Parazynski              | Tanner                  | Clervoy                 |                         |                       |                       |                       |
| 67        | 3 febbraio   | 1995      | STS-63    | Discovery | 8g 6h     | Wetherbee    | Collins    | Foale                   | JE Voss                 | Harris                  | Titov                   |                         |                       |                       |                       |
| 68        | 2 marzo      | 1995      | STS-67    | Endeavour | 16g 15h   | Oswald       | W. Gregory | Jernigan PC             | Grunsfeld               | Lawrence                |                         |                         | Parise                | Durrance              |                       |
| 69        | 27 giugno    | 1995      | STS-71    | Atlantis  | 9g 19h    | Gibson       | Precourt   | E. Baker                | Dunbar                  | Harbaugh                | Solovyev Mir            | Budarin Mir             | Thagard               | Dezhurov              | Strekalov             |
| 70        | 13 luglio    | 1995      | STS-70    | Discovery | 8g 22h    | Henricks     | Kregel     | Currie                  | D. Thomas               | Weber                   |                         |                         |                       |                       |                       |
| 71        | 7 settembre  | 1995      | STS-69    | Endeavour | 10g 20h   | D. Walker    | Cockrell   | JS Voss PC              | Newman                  | Gernhardt               |                         |                         |                       |                       |                       |
| 72        | 20 ottobre   | 1995      | STS-73    | Columbia  | 15g 21h   | Bowersox     | Rominger   | Thornton PC             | Coleman                 | Lopez-Alegria           |                         |                         | Leslie                | Sacco                 |                       |
| 73        | 12 novembre  | 1995      | STS-74    | Atlantis  | 8g 4h     | Cameron      | Halsell    | Ross                    | McArthur                | Hadfield                |                         |                         |                       |                       |                       |

## 1996-2000
| 1996-2000 | 1996-2000    | 1996-2000 | 1996-2000 | 1996-2000 | 1996-2000 | 1996-2000  | 1996-2000  | 1996-2000               | 1996-2000               | 1996-2000               | 1996-2000               | 1996-2000               | 1996-2000             | 1996-2000             |
| n°        | Giorno       | Anno      | Missione  | Shuttle   | Durata    | Comandante | Pilota     | Specialista di missione | Specialista di missione | Specialista di missione | Specialista di missione | Specialista di missione | Specialista di carico | Specialista di carico |
| --------- | ------------ | --------- | --------- | --------- | --------- | ---------- | ---------- | ----------------------- | ----------------------- | ----------------------- | ----------------------- | ----------------------- | --------------------- | --------------------- |
| 74        | 11 gennaio   | 1996      | STS-72    | Endeavour | 8g 22h    | Duffy      | Jett       | Chiao                   | Barry                   | Scott                   | Wakata                  |                         |                       |                       |
| 75        | 22 febbraio  | 1996      | STS-75    | Columbia  | 15g 17h   | A. Allen   | Horowitz   | Hoffman                 | Cheli                   | Nicollier               | Chang-Diaz              |                         | Guidoni               |                       |
| 76        | 22 marzo     | 1996      | STS-76    | Atlantis  | 9g 5h     | Chilton    | Searfoss   | Godwin                  | Clifford                | Sega                    | Lucid Mir               |                         |                       |                       |
| 77        | 19 maggio    | 1996      | STS-77    | Endeavour | 10g 0h    | Casper     | Brown      | Bursch                  | Runco                   | Garneau                 | A. Thomas               |                         |                       |                       |
| 78        | 20 giugno    | 1996      | STS-78    | Columbia  | 16g 21h   | Henricks   | Kregel     | Helms                   | Linnehan                | Brady                   |                         |                         | Favier                | Thirsk                |
| 79        | 16 settembre | 1996      | STS-79    | Atlantis  | 10g 3h    | Readdy     | Wilcutt    | Akers                   | Apt                     | Walz                    | Blaha Mir               |                         | Lucid                 |                       |
| 80        | 19 novembre  | 1996      | STS-80    | Columbia  | 17g 15h   | Cockrell   | Rominger   | Jernigan                | Jones                   | Musgrave                |                         |                         |                       |                       |
| 81        | 12 gennaio   | 1997      | STS-81    | Atlantis  | 10g 4h    | M. Baker   | Jett       | Grunsfeld               | Ivins                   | Wisoff                  | Linenger Mir            |                         | Blaha                 |                       |
| 82        | 11 febbraio  | 1997      | STS-82    | Discovery | 9g 23h    | Bowersox   | Horowitz   | Lee                     | Hawley                  | Harbaugh                | Smith                   | Tanner                  |                       |                       |
| 83        | 4 aprile     | 1997      | STS-83    | Columbia  | 3g 23h    | Halsell    | Still      | JE Voss                 | D. Thomas               | Gernhardt               |                         |                         | Crouch                | Linteris              |
| 84        | 15 maggio    | 1997      | STS-84    | Atlantis  | 9g 5h     | Precourt   | Collins    | Noriega                 | Lu                      | Clervoy                 | Kondakova               | Foale Mir               | Linenger              |                       |
| 85        | 1º luglio    | 1997      | STS-94    | Columbia  | 15g 16h   | Halsell    | Still      | JE Voss                 | D. Thomas               | Gernhardt               |                         |                         | Crouch                | Linteris              |
| 86        | 7 agosto     | 1997      | STS-85    | Discovery | 11g 20h   | Brown      | Rominger   | Davis                   | Robinson                | Curbeam                 |                         |                         | Tryggvason            |                       |
| 87        | 25 settembre | 1997      | STS-86    | Atlantis  | 10g 19h   | Wetherbee  | Bloomfield | Titov                   | Parazynski              | Chrétien                | Lawrence                | Wolf Mir                | Foale                 |                       |
| 88        | 19 novembre  | 1997      | STS-87    | Columbia  | 15g 16h   | Kregel     | Lindsey    | Scott                   | Chawla                  | Doi                     |                         |                         | Kadenyuk              |                       |
| 89        | 22 gennaio   | 1998      | STS-89    | Endeavour | 8g 19h    | Wilcutt    | Edwards    | Dunbar PC               | M. Anderson             | Reilly                  | Sharipov                | A. Thomas Mir           | Wolf                  |                       |
| 90        | 17 aprile    | 1998      | STS-90    | Columbia  | 15g 21h   | Searfoss   | Altman     | Linnehan                | D. Williams             | Hire                    |                         |                         | Buckey                | Pawelczyk             |
| 91        | 2 giugno     | 1998      | STS-91    | Discovery | 9g 19h    | Precourt   | Gorie      | Lawrence                | Chang-Diaz              | Kavandi                 | Ryumin                  |                         | A. Thomas             |                       |
| 92        | 29 ottobre   | 1998      | STS-95    | Discovery | 8g 21h    | Brown      | Lindsey    | Robinson PC             | Parazynski              | Duque                   |                         |                         | Mukai                 | Glenn                 |
| 93        | 4 dicembre   | 1998      | STS-88    | Endeavour | 11g 19h   | Cabana     | Sturckow   | Currie                  | Ross                    | Newman                  | Krikalev                |                         |                       |                       |
| 94        | 27 maggio    | 1999      | STS-96    | Discovery | 9g 19h    | Rominger   | Husband    | Ochoa                   | Jernigan                | Barry                   | Payette                 | Tokarev                 |                       |                       |
| 95        | 23 luglio    | 1999      | STS-93    | Columbia  | 4g 22h    | Collins    | Ashby      | Hawley                  | Coleman                 | Tognini                 |                         |                         |                       |                       |
| 96        | 19 dicembre  | 1999      | STS-103   | Discovery | 7g 23h    | Brown      | S. Kelly   | Smith                   | Foale                   | Grunsfeld               | Nicollier               | Clervoy                 |                       |                       |
| 97        | 11 febbraio  | 2000      | STS-99    | Endeavour | 11g 5h    | Kregel     | Gorie      | Kavandi                 | JE Voss                 | Mohri                   | Thiele                  |                         |                       |                       |
| 98        | 19 maggio    | 2000      | STS-101   | Atlantis  | 9g 21h    | Halsell    | Horowitz   | Weber                   | J. Williams             | JS Voss                 | Helms                   | Usachev                 |                       |                       |
| 99        | 8 settembre  | 2000      | STS-106   | Atlantis  | 11g 19h   | Wilcutt    | Altman     | Burbank                 | Lu                      | Mastracchio             | Malenchenko             | Morukov                 |                       |                       |
| 100       | 11 ottobre   | 2000      | STS-92    | Discovery | 12g 21h   | Duffy      | Melroy     | Wakata                  | Chiao                   | Wisoff                  | Lopez-Alegria           | McArthur                |                       |                       |
| 101       | 30 novembre  | 2000      | STS-97    | Endeavour | 10g 19h   | Jett       | Bloomfield | Tanner                  | Noriega                 | Garneau                 |                         |                         |                       |                       |

## 2001-2005
| 2001-2005 | 2001-2005   | 2001-2005 | 2001-2005 | 2001-2005 | 2001-2005 | 2001-2005  | 2001-2005 | 2001-2005               | 2001-2005               | 2001-2005               | 2001-2005               | 2001-2005               | 2001-2005             | 2001-2005             | 2001-2005             |
| n°        | Giorno      | Anno      | Missione  | Shuttle   | Durata    | Comandante | Pilota    | Specialista di missione | Specialista di missione | Specialista di missione | Specialista di missione | Specialista di missione | Specialista di carico | Specialista di carico | Specialista di carico |
| --------- | ----------- | --------- | --------- | --------- | --------- | ---------- | --------- | ----------------------- | ----------------------- | ----------------------- | ----------------------- | ----------------------- | --------------------- | --------------------- | --------------------- |
| 102       | 7 febbraio  | 2001      | STS-98    | Atlantis  | 12g 21h   | Cockrell   | Polansky  | Curbeam                 | Jones                   | Ivins                   |                         |                         |                       |                       |                       |
| 103       | 8 marzo     | 2001      | STS-102   | Discovery | 12g 19h   | Wetherbee  | J. Kelly  | A. Thomas               | P. Richards             | Usachev ISS             | JS Voss ISS             | Helms ISS               | Shepherd              | Gidzenko              | Krikalev              |
| 104       | 19 aprile   | 2001      | STS-100   | Endeavour | 11g 21h   | Rominger   | Ashby     | Hadfield                | Parazynski              | Phillips                | Guidoni                 | Lonchakov               |                       |                       |                       |
| 105       | 12 luglio   | 2001      | STS-104   | Atlantis  | 12g 18h   | Lindsey    | Hobaugh   | Gernhardt               | Reilly                  | Kavandi                 |                         |                         |                       |                       |                       |
| 106       | 10 agosto   | 2001      | STS-105   | Discovery | 11g 21h   | Horowitz   | Sturckow  | Barry                   | Forrester               | Culbertson ISS          | Tyurin ISS              | Dezhurov ISS            | Usachev               | JS Voss               | Helms                 |
| 107       | 5 dicembre  | 2001      | STS-108   | Endeavour | 11g 19h   | Gorie      | M. Kelly  | Godwin                  | Tani                    | Onufrienko ISS          | Walz ISS                | Bursch ISS              | Culbertson            | Tyurin                | Dezhurov              |
| 108       | 1º marzo    | 2002      | STS-109   | Columbia  | 10g 22h   | Altman     | Carey     | Grunsfeld PC            | Currie                  | Newman                  | Linnehan                | Massimino               |                       |                       |                       |
| 109       | 8 aprile    | 2002      | STS-110   | Atlantis  | 10g 19h   | Bloomfield | Frick     | Ross                    | Smith                   | Ochoa                   | Morin                   | Walheim                 |                       |                       |                       |
| 110       | 5 giugno    | 2002      | STS-111   | Endeavour | 13g 20h   | Cockrell   | Lockhart  | Chang-Diaz              | Perrin                  | Korzun ISS              | Whitson ISS             | Treshchev ISS           | Onufrienko            | Walz                  | Bursch                |
| 111       | 7 ottobre   | 2002      | STS-112   | Atlantis  | 10g 19h   | Ashby      | Melroy    | Wolf                    | Sellers                 | Magnus                  | Yurchikhin              |                         |                       |                       |                       |
| 112       | 23 novembre | 2002      | STS-113   | Endeavour | 13g 18h   | Wetherbee  | Lockhart  | Lopez-Alegria           | Herrington              | Bowersox ISS            | Budarin ISS             | Pettit ISS              | Korzun                | Whitson               | Treshchev             |
| 113       | 16 gennaio  | 2003      | STS-107   | Columbia  | 15g 22h   | Husband    | McCool    | M. Anderson PC          | Brown                   | Chawla                  | Clark                   |                         | Ramon                 |                       |                       |
| 114       | 26 luglio   | 2005      | STS-114   | Discovery | 13g 21h   | Collins    | J. Kelly  | Noguchi                 | Robinson                | A. Thomas               | Lawrence                | Camarda                 |                       |                       |                       |

## 2006-2011
| 115 | 4 luglio    | 2006 | STS-121 | Discovery | 12g 18h 36m 48s | Lindsey     | M. Kelly      | Fossum      | Sellers              | Nowak             | Wilson       | Reiter ISS      |             |
| 116 | 9 settembre | 2006 | STS-115 | Atlantis  | 11g 19h 6m 35s  | Jett        | Ferguson      | Tanner      | Burbank FE           | Stefanyshyn-Piper | MacLean      |                 |             |
| 117 | 9 dicembre  | 2006 | STS-116 | Discovery | 12g 20h 45m 16s | Polansky    | Oefelein      | Patrick     | Curbeam              | Fuglesang         | Higginbotham | S. Williams ISS | Reiter      |
| 118 | 8 giugno    | 2007 | STS-117 | Atlantis  | 13g 20h 12m 44s | Sturckow    | Archambault   | Forrester   | Swanson              | Olivas            | Reilly       | C. Anderson ISS | S. Williams |
| 119 | 8 agosto    | 2007 | STS-118 | Endeavour | 12g 17h 55m 34s | S. Kelly    | Hobaugh       | Caldwell    | Mastracchio          | D. Williams       | Morgan       | Drew            |             |
| 120 | 23 ottobre  | 2007 | STS-120 | Discovery | 15g 2h 23m 55s  | Melroy      | Zamka         | Wilson      | Parazynski           | Wheelock          | Nespoli      | Tani ISS        | C. Anderson |
| 121 | 7 febbraio  | 2008 | STS-122 | Atlantis  | 12g 18h 21m 50s | Frick       | Poindexter    | Melvin      | Walheim              | Schlegel          | Love         | Eyharts ISS     | Tani        |
| 122 | 11 marzo    | 2008 | STS-123 | Endeavour | 15g 18h 12m 27s | Gorie       | GH Johnson    | Behnken     | Foreman              | Linnehan          | Doi          | Reisman ISS     | Eyharts     |
| 123 | 31 maggio   | 2008 | STS-124 | Discovery | 13g 18h 14m 7s  | M. Kelly    | Ham           | Nyberg      | Garan                | Fossum            | Hoshide      | Chamitoff ISS   | Reisman     |
| 124 | 14 novembre | 2008 | STS-126 | Endeavour | 15g 20h 30m 34s | Ferguson    | Boe           | Pettit      | Bowen                | Stefanyshyn-Piper | Kimbrough    | Magnus ISS      | Chamitoff   |
| 125 | 15 marzo    | 2009 | STS-119 | Discovery | 12g 19h 31m 1s  | Archambault | Antonelli     | Acaba       | Swanson              | Arnold            | Phillips     | Wakata ISS      | Magnus      |
| 126 | 11 maggio   | 2009 | STS-125 | Atlantis  | 12g 21h 38m 19s | Altman      | GC Johnson    | Good        | McArthur             | Grunsfeld         | Massimino    | Feustel         |             |
| 127 | 15 luglio   | 2009 | STS-127 | Endeavour | 15g 16h 44m 58s | Polansky    | Hurley        | Cassidy     | Payette              | Marshburn         | Wolf         | Kopra ISS       | Wakata      |
| 128 | 28 agosto   | 2009 | STS-128 | Discovery | 13g 20h 54m 55s | Sturckow    | Ford          | Forrester   | Hernandez            | Fuglesang         | Olivas       | Stott ISS       | Kopra       |
| 129 | 16 novembre | 2009 | STS-129 | Atlantis  | 10g 19h 16m 13s | Hobaugh     | Wilmore       | Melvin      | Bresnik              | Foreman           | Satcher      |                 | Stott       |
| 130 | 8 febbraio  | 2010 | STS-130 | Endeavour | 13g 18h 8m 3s   | Zamka       | Virts         | Hire        | Robinson             | Patrick           | Behnken      |                 |             |
| 131 | 5 aprile    | 2010 | STS-131 | Discovery | 15g 2h 47m 11s  | Poindexter  | Dutton        | Mastracchio | Metcalf-Lindenburger | Wilson            | Yamazaki     | C. Anderson     |             |
| 132 | 14 maggio   | 2010 | STS-132 | Atlantis  | 11g 18h 29m     | Ham         | Antonelli     | Reisman     | Good                 | Bowen             | Sellers      |                 |             |
| 133 | 24 febbraio | 2011 | STS-133 | Discovery | 12g 19h 4m 50s  | Lindsey     | Boe           | Stott       | Drew                 | Barratt           | Bowen        |                 |             |
| 134 | 16 maggio   | 2011 | STS-134 | Endeavour | 15g 17h 38m 51s | M. Kelly    | G. H. Johnson | Fincke      | Vittori              | Feustel           | Chamitoff    |                 |             |
| 135 | 8 luglio    | 2011 | STS-135 | Atlantis  | 12g 18h 28m 50s | Ferguson    | Hurley        | Magnus      | Walheim              |                   |              |                 |             |